# Fyra i rad

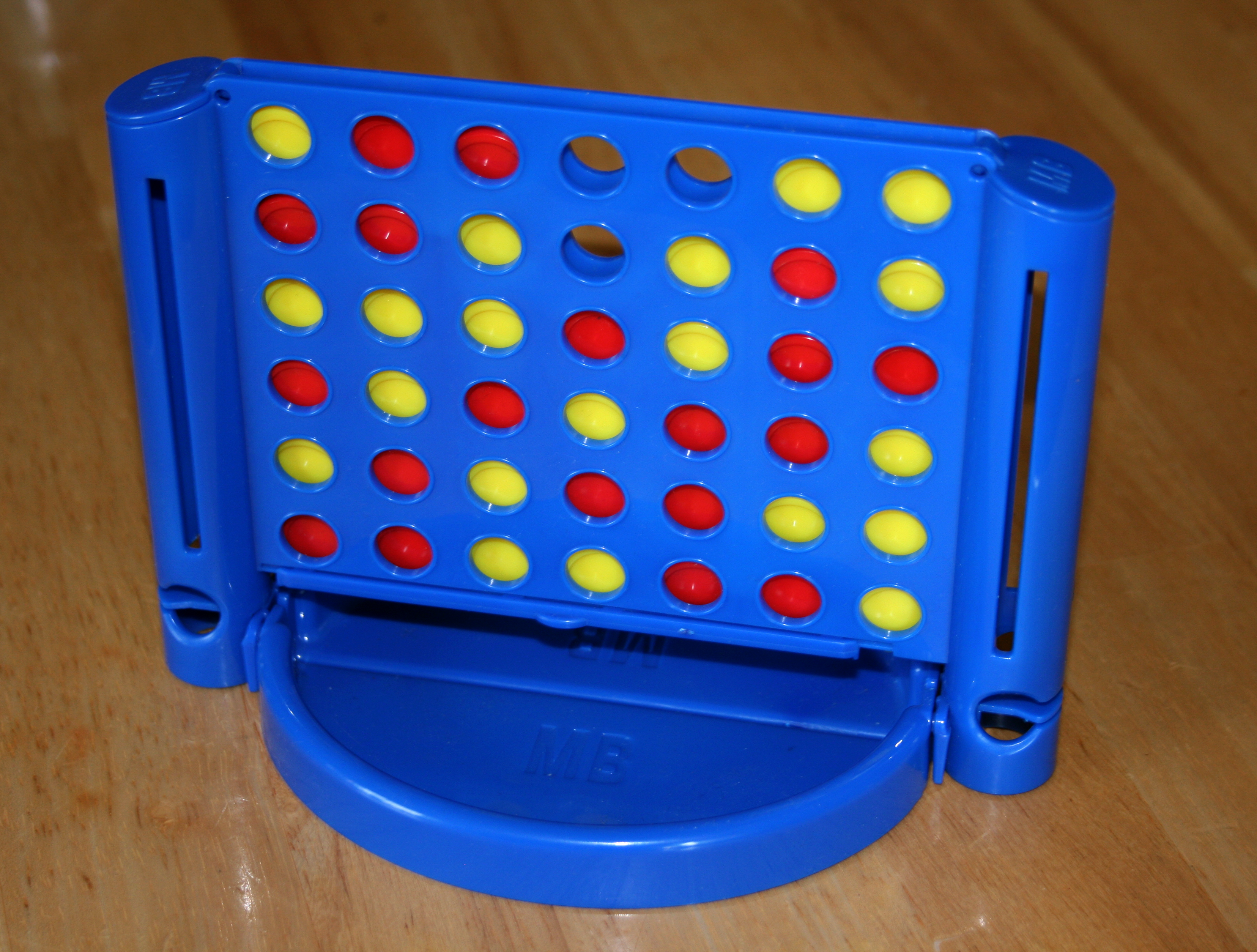
Ett fyra i rad-spel

Fyra i rad är ett strategiskt sällskapsspel för två personer som påminner om luffarschack.
Varannan gång lägger deltagarna en bricka i spelet. Den som först får fyra av sina brickor i rad (vågrätt, lodrätt eller diagonalt) vinner. Eftersom brickor hela tiden tillförs samtidigt som ytan är begränsad slutar spelet oavgjort när det inte längre finns plats för fler brickor. Det har demonstrerats att i en match i Fyra i rad, så kan den som lägger först, om han använder rätt strategi, vinna, hur än motståndaren lägger sina brickor.